# Gallup
Gallup (en navajo: Naʼnízhoozhí, en zuñi: Kalabwakin) es una ciudad ubicada en el condado de McKinley en el estado estadounidense de Nuevo México. En el Censo de 2010 tenía una población de 21 678 habitantes y una densidad poblacional de 442,43 personas por km².
Fue fundada en 1881 como punta de rieles del Atlantic and Pacific Railroad y debe su nombre a David L. Gallup, un pagador del ferrocarril.
Según la Oficina del Censo de los Estados Unidos, Gallup tiene una superficie total de 49 km², de la cual 48.99 km² corresponden a tierra firme y (0.02%) 0.01 km² es agua.

## Demografía
Según el censo de 2010, había 21 678 personas residiendo en Gallup. La densidad de población era de 442,43 hab./km². De los 21678 habitantes, Gallup estaba compuesto por el 35,2% blancos, el 1,19% eran afroamericanos, el 43,81% eran amerindios, el 2% eran asiáticos, el 0,05% eran isleños del Pacífico, el 11,98% eran de otras razas y el 5,77% pertenecían a dos o más razas. Del total de la población el 31,66% eran hispanos o latinos de cualquier raza.